# Atamanske, Burîn
Atamanske (în ucraineană Атаманське) este un sat în comuna Suhoverhivka din raionul Burîn, regiunea Sumî, Ucraina.

## Demografie
Componența lingvistică a localității Atamanske
     Ucraineană (100%)
Conform recensământului din 2001, toată populația localității Atamanske era vorbitoare de ucraineană (100%).